# Evaluation Assurance Level
L'Evaluation Assurance Level (Nivell de Garantia d'Avaluació, EAL1 a EAL7) d'un producte o sistema informàtic és una qualificació numèrica assignada després de la finalització d'una avaluació de seguretat dels Criteris Comuns, un estàndard internacional en vigor des del 1999. L'augment dels nivells d'assegurança reflecteix els requisits d'assegurança addicionals que s'han de complir per aconseguir la certificació Common Criteria. La intenció dels nivells superiors és proporcionar una major confiança que les principals característiques de seguretat del sistema s'implementen de manera fiable. El nivell EAL no mesura la seguretat del sistema en si, simplement indica a quin nivell s'ha provat el sistema.
Per aconseguir un EAL concret, el sistema informàtic ha de complir uns requisits d'assegurament específics. La majoria d'aquests requisits impliquen documentació de disseny, anàlisi de disseny, proves funcionals o proves de penetració. Els EAL més alts impliquen documentació, anàlisi i proves més detallades que els més baixos. Aconseguir una certificació EAL superior generalment costa més diners i requereix més temps que aconseguir-ne una de inferior. El número EAL assignat a un sistema certificat indica que el sistema ha complert tots els requisits per a aquest nivell.
Tot i que tots els productes i sistemes han de complir els mateixos requisits d'assegurança per assolir un nivell concret, no han de complir els mateixos requisits funcionals. Les característiques funcionals de cada producte certificat s'estableixen al document Objectiu de Seguretat adaptat per a l'avaluació d'aquest producte. Per tant, un producte amb un EAL més alt no és necessàriament "més segur" en una aplicació concreta que un amb un EAL més baix, ja que poden tenir llistes molt diferents de característiques funcionals als seus objectius de seguretat. L'adequació d'un producte per a una aplicació de seguretat concreta depèn de com de bé les característiques que figuren a l'objectiu de seguretat del producte compleixen els requisits de seguretat de l'aplicació. Si els objectius de seguretat de dos productes contenen les característiques de seguretat necessàries, l'EAL més alt hauria d' indicar el producte més fiable per a aquesta aplicació.

## Nivells d'assegurança

### EAL1: Funcionalment provat
L'EAL1 és aplicable quan es requereix una certa confiança en el funcionament correcte, però les amenaces a la seguretat no es consideren greus. Serà valuós quan es requereixi una garantia independent per fonamentar l'afirmació que s'ha exercit la deguda diligència respecte a la protecció de la informació personal o similar. L'EAL1 proporciona una avaluació de l'objectiu d'avaluació (TOE) tal com es posa a disposició del client, incloent-hi proves independents en relació amb una especificació i un examen de la documentació d'orientació proporcionada. Es pretén que una avaluació EAL1 es pugui dur a terme amb èxit sense l'assistència del desenvolupador del TOE i amb un cost mínim. Una avaluació a aquest nivell hauria de proporcionar proves que la TOE funciona de manera coherent amb la seva documentació i que proporciona una protecció útil contra les amenaces identificades.

### EAL2: Provat estructuralment
L'EAL2 requereix la cooperació del desenvolupador pel que fa al lliurament d'informació de disseny i resultats de proves, però no hauria d'exigir més esforç per part del desenvolupador del que sigui coherent amb les bones pràctiques comercials. Per tant, no hauria de requerir una inversió substancialment més gran en costos o temps. Per tant, EAL2 és aplicable en aquelles circumstàncies en què els desenvolupadors o usuaris requereixen un nivell de seguretat baix o moderat assegurat de manera independent en absència de disponibilitat immediata del registre de desenvolupament complet. Una situació així pot sorgir quan es protegeixen els sistemes antics.

### EAL3: Metodísticament provat i verificat
EAL3 permet a un desenvolupador conscient obtenir la màxima garantia de l'enginyeria de seguretat positiva en la fase de disseny sense alterar substancialment les pràctiques de desenvolupament sòlides existents. L'EAL3 és aplicable en aquelles circumstàncies en què els desenvolupadors o usuaris requereixen un nivell moderat de seguretat assegurada de manera independent i requereixen una investigació exhaustiva de la TOE i el seu desenvolupament sense una reenginyeria substancial.

### EAL4: Dissenyat, provat i revisat metòdicament
L'EAL4 permet a un desenvolupador obtenir la màxima garantia d'una enginyeria de seguretat positiva basada en bones pràctiques de desenvolupament comercial que, tot i ser rigoroses, no requereixen coneixements, habilitats ni altres recursos especialitzats substancials. EAL4 és el nivell més alt en què és econòmicament viable adaptar una línia de productes existent. Per tant, l'EAL4 és aplicable en aquelles circumstàncies en què els desenvolupadors o usuaris requereixen un nivell de seguretat assegurat de manera independent de moderat a alt en els TOE convencionals i estan disposats a incórrer en costos d'enginyeria addicionals específics de seguretat.
Els sistemes operatius comercials que proporcionen funcions de seguretat convencionals basades en l'usuari s'avaluen normalment a EAL4. Exemples amb certificat caducat són AIX, HP-UX, Oracle Linux, NetWare, Solaris, SUSE Linux Enterprise Server 9, SUSE Linux Enterprise Server 10, Red Hat Enterprise Linux 5, Windows 2000 Service Pack 3, Windows 2003, Windows XP,Windows Vista, Windows 7,Windows Server 2008 R2, z/OS versió 2.1 i z/VM versió 6.3.
Els sistemes operatius que proporcionen seguretat multinivell s'avaluen com a mínim amb un nivell EAL4. Alguns exemples amb certificat actiu són SUSE Linux Enterprise Server 15 (EAL 4+). Exemples amb certificat caducat són Trusted Solaris, Solaris 10 Release 11/06 Trusted Extensions  una versió anterior de l'XTS-400, VMware ESXi versió 4.1, 3.5, 4.0, AIX 4.3, AIX 5L, AIX 6, AIX7, Red Hat 6.2 i SUSE Linux Enterprise Server 11 (EAL 4+). vSphere 5.5 Update 2 no va assolir el nivell EAL4+, sinó que era un EAL2+ i es va certificar el 30 de juny de 2015.

### EAL5: Dissenyat i provat semiformalment
L'EAL5 permet a un desenvolupador obtenir la màxima garantia de l'enginyeria de seguretat basada en pràctiques de desenvolupament comercial rigoroses amb el suport d'una aplicació moderada de tècniques especialitzades d'enginyeria de seguretat. Probablement, aquesta TOE es dissenyarà i desenvoluparà amb la intenció d'aconseguir l'assegurança EAL5. És probable que els costos addicionals atribuïbles als requisits de l'EAL5, en relació amb un desenvolupament rigorós sense l'aplicació de tècniques especialitzades, no siguin grans. Per tant, l'EAL5 és aplicable en aquelles circumstàncies en què els desenvolupadors o usuaris requereixen un alt nivell de seguretat assegurada de manera independent en un desenvolupament planificat i requereixen un enfocament de desenvolupament rigorós sense incórrer en costos irracionals atribuïbles a tècniques especialitzades d'enginyeria de seguretat.
Nombrosos dispositius de targetes intel·ligents han estat avaluats a EAL5, així com dispositius segurs multinivell com el Tenix Interactive Link. XTS-400 (STOP 6) és un sistema operatiu d'ús general que ha estat avaluat a EAL5 augmentat.
LPAR a IBM System z té la certificació EAL5.

### EAL6: Disseny semiformalment verificat i provat
L'EAL6 permet als desenvolupadors obtenir una alta garantia de l'aplicació de tècniques d'enginyeria de seguretat a un entorn de desenvolupament rigorós per tal de produir una TOE premium per protegir actius d'alt valor contra riscos significatius. Per tant, l'EAL6 és aplicable al desenvolupament d'exigències de l'objecte d'estudi de seguretat per a la seva aplicació en situacions d'alt risc on el valor dels actius protegits justifica els costos addicionals.
L'RTOS INTEGRITY-178B de Green Hills Software ha estat certificat amb l'estàndard augmentat EAL6.

### EAL7: Disseny formalment verificat i provat
L'EAL7 és aplicable al desenvolupament d'exigències del mercat de seguretat per a la seva aplicació en situacions de risc extremadament alt i/o on l'alt valor dels actius justifica els costos més elevats.
L'aplicació pràctica d'EAL7 està actualment limitada a TOE amb una funcionalitat de seguretat estrictament centrada que sigui susceptible d'una anàlisi formal extensa. El sistema operatiu ProvenCore, desenvolupat per ProvenRun, ha estat certificat segons l'EAL7 el 2019 per l'ANSSI. El dispositiu de díode de dades d'enllaç interactiu Tenix i el díode de dades Fox-IT Fox (dispositiu de comunicacions de dades unidireccional) afirmaven haver estat avaluats a EAL7 augmentat (EAL7+).

## Implicacions dels nivells d'assegurança
Tècnicament parlant, un EAL més alt no significa ni més ni menys que l'avaluació ha completat un conjunt de requisits de garantia de qualitat més estrictes. Sovint se suposa que un sistema que aconsegueix un EAL més alt proporcionarà les seves característiques de seguretat de manera més fiable (i l'anàlisi i les proves de tercers realitzades per experts en seguretat són una prova raonable en aquesta direcció), però hi ha poca o cap evidència publicada que doni suport a aquesta suposició.

### Impacte en el cost i el calendari
El 2006, l'Oficina de Responsabilitat del Govern dels Estats Units va publicar un informe sobre les avaluacions dels Criteris Comuns que resumia una sèrie de costos i calendaris reportats per a les avaluacions realitzades als nivells EAL2 a EAL4.

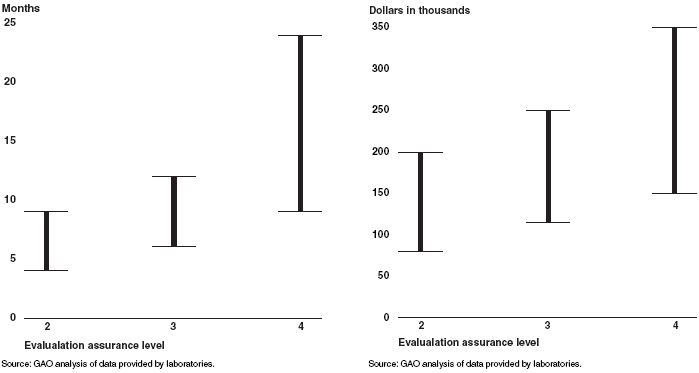
Rang de temps i costos de finalització per a les avaluacions de Common Criteria de EAL2 a EAL4.

A mitjans i finals de la dècada de 1990, els proveïdors van informar que havien gastat 1 milió i fins i tot 2,5 milions de dòlars en avaluacions comparables a EAL4. No s'han publicat informes sobre el cost de les diverses avaluacions de seguretat de Microsoft Windows.

### Augment dels requisits d'EAL
En alguns casos, l'avaluació es pot ampliar per incloure requisits d'assegurament més enllà del mínim requerit per a un EAL concret. Oficialment, això s'indica fent que el número EAL vagi seguit de la paraula " augmentada" i normalment amb una llista de codis per indicar els requisits addicionals. Com a abreviatura, els proveïdors sovint simplement afegeixen un signe "més" (com a EAL4+ ) per indicar els requisits augmentats.

### Notació EAL
Els estàndards Common Criteria denoten els EAL tal com es mostra en aquest article: el prefix "EAL" concatenat amb un dígit de l'1 al 7 (Exemples: EAL1, EAL3, EAL5). A la pràctica, alguns països col·loquen un espai entre el prefix i el dígit (EAL 1, EAL 3, EAL 5). L'ús d'un signe més per indicar un augment és una abreviatura informal que fan servir els venedors de productes (EAL4+ o EAL 4+).